# Nueva Clase Media
Nueva Clase Media (NCM) fue un partido político de centro chileno. Fue creado en 2019 por disidentes del Partido Regionalista Independiente Demócrata (PRI). Se encontraba legalmente constituido ante el Servicio Electoral en las regiones de Arica y Parinacota, Tarapacá y Antofagasta.
Su nombre hacía referencia a la representación de la «clase media», concepto de clase social que se aplica a las personas con un nivel socioeconómico medio.

## Historia
El partido surgió en abril de 2019 tras el quiebre generado durante las elecciones internas del PRI, las que dieron por ganador a Hugo Ortiz de Filippi. Eduardo Salas, quien salió derrotado del proceso, terminó siendo expulsado de la colectividad. Junto con él renunció la entonces subsecretaria de Bienes Nacionales, Alejandra Bravo Hidalgo.
El 20 de julio los exmilitantes del PRI anunciaron el lanzamiento oficial del nuevo partido y el inicio del proceso de inscripción de este. Su inscripción fue acogida el 13 de abril de 2020 en tres regiones consecutivas, quedando inscrito en el registro correspondiente el 16 de abril.
Inicialmente la colectividad manifestó su apoyo al segundo gobierno de Sebastián Piñera, aunque quedó fuera de la coalición oficialista Chile Vamos. También mostró su respaldo por la opción «Apruebo» en el plebiscito de 2020.
El partido fue disuelto por el Servel mediante resolución del 22 de octubre de 2020 debido a que no cumplió con el plazo máximo de 6 meses para constituir sus órganos ejecutivos e intermedios, así como tampoco su Tribunal Supremo (TS).

## Controversias
El 4 de noviembre de 2019 la diputada Marcela Hernando (PR) denunció a la entonces subsecretaria Alejandra Bravo Hidalgo por cohecho, debido a la eventual entrega de terrenos en Antofagasta a cambio de firmas para militar en Nueva Clase Media. La autoridad negó los hechos, pero aquello no evitó que el gobierno solicitara su renuncia al cargo durante esa misma jornada. El partido defendió a Alejandra, negó las acusaciones y aseguró que todo era un montaje con unos audios fuera de contexto. El caso quedó bajo la investigación de la Fiscalía Regional de Antofagasta.
El 16 de septiembre de 2021 la Contraloría General de la República de Chile acreditó que Alejandra Bravo ofreció tierras en Antofagasta a cambio de firmas para legalizar el partido en 2019, entregando los antecedentes a la Fiscalía para que se iniciara una investigación por posibles delitos de corrupción entre 2018 y 2019.

## Directiva
La directiva del partido estuvo integrada por:
- Presidente: Eduardo Edmundo Salas Cerda.
- Secretario general: Sebastián Lafaurie Rivera.
- Secretario: José Raúl Barría Bustamante.
- Tesorera: Camila González Salas.
- Protesorero: Edgardo Pizarro Carreño.
- Vicepresidentes:
  - Natalia Sarmiento Medina.
  - Elizabeth Plaza Hubach.
  - José Boris Colja Sirk.
  - María Soledad Arenas Alarcón.